# Hendrik Smits jr.
Hendrik Jan Constant Elie Smits (Rotterdam, 25 oktober 1888 – Klagenfurt, 6 juni 1964) was een Nederlandse virtuoos op de mandoline. 
Voor de Tweede Wereldoorlog was H. Smits jr. een van de leidende figuren in de Nederlandse mandolinewereld. In zijn geboorteplaats Rotterdam was hij dirigent van "Ons Streven", "R.P.M.O." en "Voorwaarts" en met deze orkesten deed hij aan vele concoursen mee. Ook was hij een veelgevraagd jurylid bij concoursen in binnen- en buitenland.
Smits was een van de drijvende krachten samen met mensen als Johan B. Kok, Bram Kwist en A.P. Murkens achter het periodiek "De Mandolinegids".
Voor mandolineorkest schreef hij vele werken die vaak als bijlage verschenen bij "De Mandolinegids".
Hij interesseerde zich ook voor het gitaarspel en hawaiianmuziek, hij schreef vele composities voor mandoline-orkest, schreef een tweedelige methode voor mandoline, een methode voor hawaiian en later nog een methode voor gitaarspel.
Hij overleed tijdens een vakantiereis naar Joegoslavië met zijn dochter en schoonzoon.